# Jerome Thomas (Fußballspieler, 1983)
Jerome William Thomas (* 23. März 1983 in Brent) ist ein ehemaliger englischer Fußballspieler. Als Linksaußen hatte er zwischen 2004 und 2013 seine erfolgreichste Zeit bei Charlton Athletic und West Bromwich Albion, wobei er zumeist in der Premier League spielte.

## Sportlicher Werdegang

### Londoner Zeit (2001–2008)
Thomas wurde in seiner Schülerzeit fußballerisch bei Luton Town ausgebildet und schloss sich dann dem FC Arsenal an. Dort war er Teil der erfolgreichen Nachwuchsmannschaft, die in den Jahren 2000 und 2001 den FA Youth Cup gewann. Obwohl er während dieser Zeit war auch stets ein Kandidat für die englischen Jugendmannschaften war, konnte er sich bei Arsenal nicht durchsetzen. Interne Konkurrenten wie Robert Pires und Freddie Ljungberg stellten unüberwindbare Hindernisse für Thomas dar und so ging es für ihn erst einmal auf Leihbasis in den Spielzeiten 2001/02 sowie 2002/03 zum Drittligisten Queens Park Rangers. Dort schoss er am 6. April 2002 sein erstes Tor gegen Swindon Town, das auch das Spiel mit 1:0 entschied. Nach seiner zweiten Rückkehr zu Arsenal blieb seine sportliche Perspektive weiter düster und er absolvierte für die „Gunners“ in der Saison 2003/04 lediglich drei Partien im Ligapokal (mit einem bitteren Ende in Form einer 0:1-Heimniederlage gegen den FC Middlesbrough). Die Verpflichtung des Spaniers José Antonio Reyes Ende Januar 2004 sorgte für zusätzlichen Druck auf Thomas, der schließlich einen neuen Einjahresvertrag bei Arsenal ablehnte und stattdessen wenige Tage später für eine Ablösesumme von 100.000 Pfund zum Ligakonkurrenten Charlton Athletic wechselte.
In den folgenden Jahren war Thomas eine feste Größe bei Charlton Athletic, das zunächst von Alan Curbishley und später von Alan Pardew trainiert wurde. Am 6. November 2004 schoss er sein erstes Premier-League-Tor in der Partie gegen Tottenham Hotspur, die auswärts mit 3:2 gewonnen wurde. Er machte sich in der Partie erstmals bei einem größeren Publikum als „stetiger Unruheherd auf der linken Seite“ einen Namen und bereitete neben seinem Tor auf einen weiteren Treffer von Shaun Bartlett vor. Auch im Rückspiel gegen die „Spurs“ sorgte ein Weitschusstor von Thomas, das Charlton mit 2:0 wieder als Sieger vom Platz ging. Thomas unterschrieb im Sommer 2006 unter dem neuen Trainer Iain Dowie einen neuen Dreijahresvertrag. Die Leistungskurve der Mannschaft zeigte jedoch fortan nach unten und nach Dowies Entlassung gab sein Nachfolger Les Reed bekannt, dass Thomas in seinen Planungen keine Rolle mehr spielte. Da Reed jedoch nur kurz beim Verein weilte, setzte dessen Nachfolger Pardew wieder auf Thomas. Das Ziel des Klassenerhalts wurde jedoch verpasst und nach dem Abstieg im Sommer 2007 absolvierte Thomas noch einmal 32 Zweitligaspiele für Charlton in der Saison 2007/08. Kurz nach Beginn der Saison 2008/09 wurde Thomas zum Erstligisten FC Portsmouth transferiert – zunächst auf Leihbasis und wenige Tage später mit einem fixen Wechsel.

### Über Portsmouth zu WBA (2008–2013)
Der Einstand in Portsmouth verlief unglücklich. Eine Stressfraktur an der Wirbelsäule sorgte zunächst für eine einmonatige Pause und anschließend kam er nur in der Reservemannschaft zum Zuge. Erst am letzten Spieltag wurde er spät bei der 0:1-Niederlage gegen Wigan Athletic in der Premier League eingewechselt. Im Juli 2008 stellte Portsmouth Thomas frei, nachdem dieser gerade einmal drei Kurzeinsätze für „Pompey“ absolviert hatte. So ging Thomas auf die Suche nach einem neuen Arbeitgeber und spielte bei den beiden Premier-League-Klubs Hull City und Wolverhampton Wanderers vor. Er einigte sich schließlich mit dem Zweitligisten West Bromwich Albion und heuerte dort im August 2009 an. Mit sieben Ligatoren in der Saison 2009/10 war er ein wesentlicher Faktor auf dem Weg zur Zweitliga-Vizemeisterschaft und den damit verbundenen Premier-League-Aufstieg, wenngleich Thomas erneut unter den zurückgekehrten Rückenproblemen litt und dadurch in der Schlussphase einige Partien verpasste. Mit Zusatzeinheiten vor Beginn der Saison 2010/11 legte Thomas den Grundstein dafür, dass er in den beiden folgenden Jahren Stammkraft für die „Baggies“ in der Premier League blieb. Er bestritt in dieser Zeit 62 Erstligapartien und trug dazu bei, dass die Mannschaft jeweils im gesicherten Mittelfeld abschloss. Erst in der Saison 2012/13 unter dem neuen Trainer Steve Clarke und aufgrund weiterer Blessuren verlor er seinen Platz wieder. Im November 2012 wurde er bis zum Jahresende an den Zweitligisten Leeds United ausgeliehen. Pläne zur dauerhaften Verpflichtung in Leeds wurden aber zerschlagen und so blieb er „WBA“ nach der Rückkehr Anfang 2013 bis zum Saisonende erhalten. Im Juli 2013 schloss er sich ablösefrei per Zweijahresvertrag dem Erstligisten Crystal Palace an.

### Karriereherbst (2013–2017)
Mit dem Weg zu „Palace“ kreuzten sich erneut die Wege mit Ian Holloway, seinem ehemaligen QPR-Trainer. Diese Etappe verlief jedoch für Thomas unglücklich, der nur neun Erstligapartien in der Saison 2013/14 bestritt und dazu vereinsintern von Trainer Tony Pulis aufgrund einer „Schwalbe“ in der Partie gegen Swansea City bestraft wurde. Nach gerade einmal sechs Liga-Einsatzminuten zu Beginn der Saison 2014/15 wurde Thomas im Mai 2015 für einen weiteren Wechsel freigestellt.
Auf der Suche nach einem neuen Verein befand sich Thomas in Gesprächen mit dem schottischen Klub Heart of Midlothian. Ein Angebot, für den Verein auch Traineraufgaben zu übernehmen, lehnte Thomas ab und stattdessen spielte er im Januar 2016 bei Ipswich Town vor. Handelseinig wurde er dann mit dem Zweitligisten Rotherham United, wo sein Ex-Trainer Neil Warnock (aus Leeds und bei Crystal Palace) das Sagen hatte. Gemeinsam wurde hier das Ziel des Klassenerhalts erreicht und Thomas trug dazu sechs Einsätze bei. Letzte Profistation war in der Saison 2016/17 der Drittligist Port Vale. Dort galt Thomas zunächst unter Trainer Bruno Ribeiro als einer der besten Flügelspieler der dritten Liga, bevor Ribeiros Nachfolger Michael Brown im Februar 2017 öffentlich Kritik an ihm äußerte und sich frustriert über seinen Fitnesszustand zeigte. Nach dem Abstieg im Mai 2017 stellte Brown Thomas frei.

### Nach der aktiven Karriere
Nach dem Ende seiner aktiven Laufbahn begann Thomas in Trainerstäben zu arbeiten. Er arbeitete ab 2021 für die Akademie des FC Everton als Koordinator für den Londoner Bereich, nachdem er zuvor eine ähnliche Aufgabe für den FC Chelsea ausgeübt hatte. Im Juli 2022 wechselte er zum FC Watford als Chef für Verpflichtungen im Akademie-Bereich, bevor er im August 2023 in dieser Funktion zu Brighton & Hove Albion wechselte.

## Titel/Auszeichnungen
- FA Youth Cup (2): 2000, 2001